# Julián Sancristóbal
Julián Sancristóbal Iguarán (Bilbao, 24 de noviembre de 1952) es un expolítico, economista y empresario español, que ejerció como secretario de Estado de Seguridad, gobernador civil de Vizcaya y alcalde de Ermua en los años 80, siendo condenado en 1998 por varios casos de corrupción y terrorismo de Estado.
Fue acusado de colaborar con José Barrionuevo y otros cargos del Ministerio de Interior para emplear recursos de la Administración pública en la creación y financiación de los Grupos Antiterroristas de Liberación (GAL). Finalmente, en 1998 fue hallado culpable de malversación de fondos públicos y del secuestro de Segundo Marey, y condenado por ello a la pena de diez años de prisión y doce de inhabilitación absoluta. Sin embargo, tanto él como el resto de acusados fueron absueltos del delito de colaboración o pertenencia a banda armada.
Cuatro años más tarde fue juzgado por el llamado caso de los fondos reservados, por el que también fue condenado. La pena que le fue impuesta fue sensiblemente menor por haber devuelto parte del dinero del que fue acusado por malversación de fondos y apropiación indebida.